# Pisodonophis hypselopterus
Pisodonophis hypselopterus is een  straalvinnige vissensoort uit de familie van slangalen (Ophichthidae). De wetenschappelijke naam van de soort is voor het eerst geldig gepubliceerd in 1851 door Bleeker.
De soort staat op de Rode Lijst van de IUCN als Onzeker, beoordelingsjaar 2007.